# Filipe da Costa
Filipe da Costa (ur. 30 sierpnia 1984 w Lizbonie) – portugalski piłkarz występujący na pozycji pomocnika. Obecnie gra w Nacionalu Funchal.

## Kariera klubowa
Filipe da Costa urodził się w Lizbonie i piłkarską karierę rozpoczynał w miejscowej Benfice. W sezonie 2001/2002 przebywał na wypożyczeniu w zespole Amora FC. Następnie działacze Benfiki sprzedali Portugalczyka do Sportingu Braga, gdzie piłkarz rozpoczynał zawodową karierę. Nie udało mu się jednak przebić do seniorskiej kadry i występował jedynie w drużynie rezerw.
W 2003 roku da Costa przeprowadził się do Włoch. Został tam graczem klubu AC Reggiana, jednak nie rozegrał ani jednego meczu w Serie C1/A. W 2004 roku portugalski pomocnik został wypożyczony do czwartoligowego US Tolentino, jednak i dla niego nie rozegrał ani jednego spotkania.
Na początku 2005 roku da Costa podpisał kontrakt z greckim AO Ionikos. W pierwszej lidze zadebiutował 17 stycznia w przegranym 0:2 wyjazdowym meczu ze Skodą Xanthi. Do końca rozgrywek wystąpił łącznie w 9 ligowych pojedynkach, w tym 3 w podstawowym składzie. W sezonie 2005/2006 portugalski pomocnik był już podstawowym zawodnikiem swojego zespołu. Zanotował 24 występy w lidze (w tym 22 w wyjściowej jedenastce) i strzelił 4 bramki. 25 września zdobył oba gole dla Ionikosu w zwycięskim 2:1 meczu z Kallitheą. W trakcie rozgrywek 2006/2007 da Costa został wypożyczony do drużyny AE Larisa, z którą wywalczył Puchar Grecji pokonując w finale Panathinaikos AO. W nowym klubie Portugalczyk był jednak rezerwowym i do końca sezonu wystąpił tylko w 4 ligowych spotkaniach.
31 sierpnia 2007 roku Portugalczyk na zasadzie wolnego transferu przeszedł do Leeds United. Po transferze na Elland Road przez długi czas leczył kontuzję, a po wyleczeniu urazu wystąpił tylko w 4 ligowych spotkaniach. Zadebiutował w meczu przeciwko Bury w ramach rozgrywek Johnstone's Paint Trophy. Następnie został zdyskwalifikowany przez angielską federację na 3 mecze za brutalny faul na jednym z rywali. W kwietniu 2007 roku kontrakt da Costy z Leeds został rozwiązany.
Przed rozpoczęciem sezonu 2008/2009 da Costa został graczem rumuńskiego FC Timiszoara. W kontrakcie została zawarta informacja, że klub ma prawo zwolnić piłkarza, gdy ten dozna kontuzji. Działacze zespołu rozwiązali kontrakt z Portugalczykiem 4 sierpnia, chociaż ten nie odniósł żadnego fizycznego urazu. We wrześniu da Costa został zatrudniony w bułgarskim CSKA Sofia. W A PFG zadebiutował 4 października w zwycięskim 2:0 spotkaniu przeciwko zespołowi Wichren Sandanski. Na początku 2009 roku kontrakt piłkarza z CSKA został rozwiązany.
Od 14 stycznia 2009 roku da Costa reprezentował barwy Lewskiego Sofia, z którym podpisał umowę na 3 lata. Do końca sezonu 2008/2009 rozegrał w ligowych rozgrywkach 8 meczów i razem z Lewskim zdobył mistrzostwo Bułgarii. 13 lipca 2009 roku da Costa odszedł do Nacionalu Funchal powracając tym samym na portugalskie boiska po 6 latach przerwy. Piłkarz nie został jednak włączony do kadry swojego klubu na rozgrywki Ligi Europy.
Następnie da Costa grał w takich klubach jak: GD Estoril-Praia, MGS Panserraikos, Enosis Neon Paralimni, ponownie MGS Panserraikos i PAE Weria. W 2014 roku przeszedł do Panachaiki GE.

## Sukcesy
AE Larisa
Puchar Grecji: 2006/2007
 Lewski Sofia
Mistrzostwo Bułgarii: 2008/2009